# Walki o Wilhelmshaven

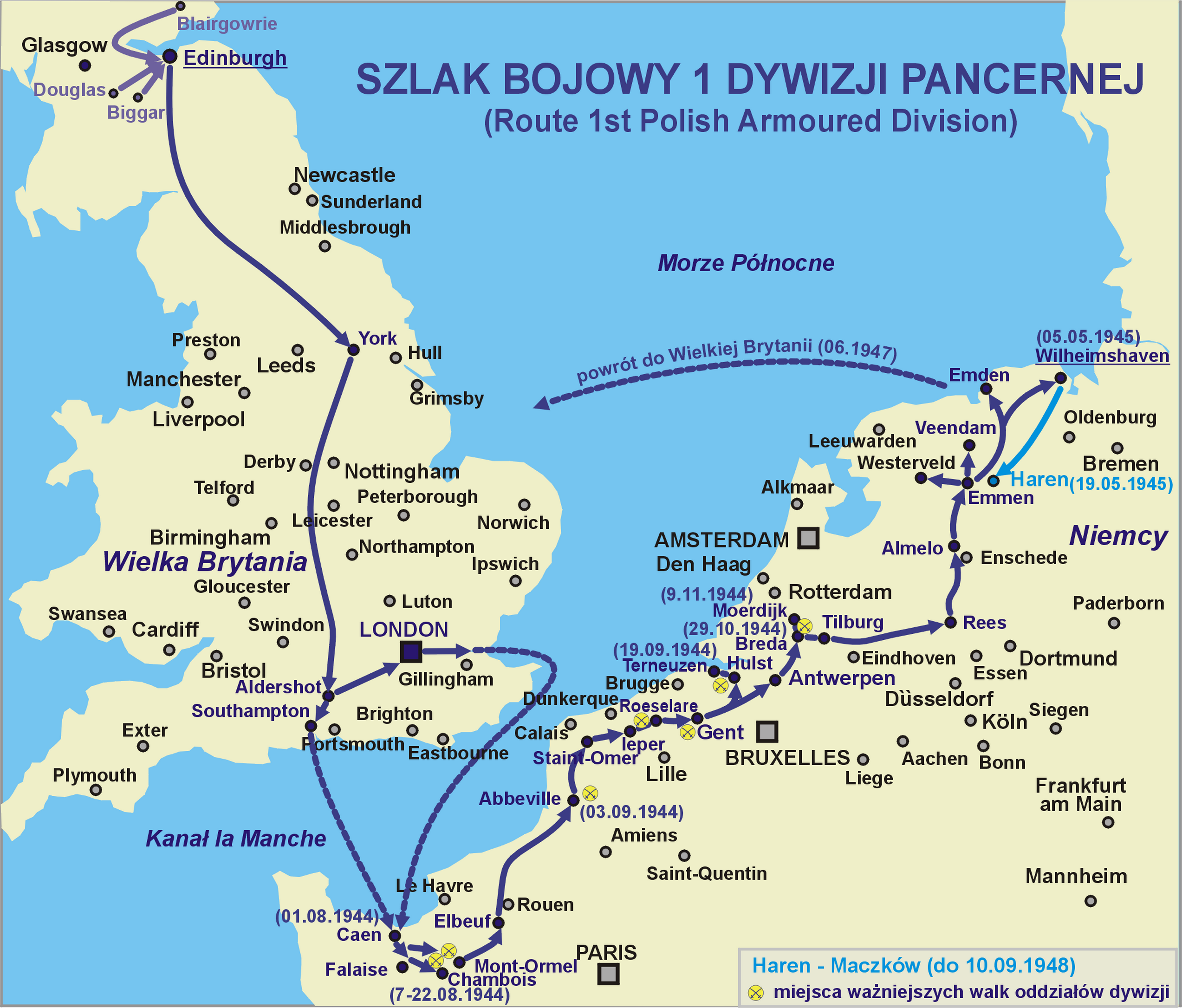
Szlak bojowy 1 Dywizji Pancernej

Walki o Wilhelmshaven – bitwa stoczona pomiędzy siłami polskiej 1 Dywizji Pancernej a garnizonem niemieckim w dniach 24 kwietnia–5 maja 1945 roku w czasie walk w niemieckim mieście Wilhelmshaven pod koniec II wojny światowej. 

## Tło sytuacyjne
1 Dywizja Pancerna generała Stanisława Maczka walczyła w Niemczech nad zatoką Jadebusen od drugiej połowy kwietnia do początku maja 1945.

6 kwietnia Dywizja weszła w skład II Korpusu Kanadyjskiego walczącego na północnym brzegu Renu. 8 kwietnia ruszyła ostatnia ofensywa aliantów na froncie zachodnim. 1 Dywizja Pancerna przekroczyła granicę niemiecką pod Goch i uderzyła w kierunku Kanału Nadbrzeżnego. Nie udało się sforsować kanału z marszu i dopiero po silnym wsparciu lotniczym i artyleryjskim dokonano przełamania obrony niemieckiej. 2 Pułk Pancerny oswobodził Stalag VI C koło Oberlangen w którym przetrzymywano kobiety-żołnierzy Armii Krajowej umieszczone tam po upadku powstania warszawskiego. Obóz liczył 1745 osób w tym 9 niemowląt. Podpułkownik Stanisław Koszutski powiedział wtedy: 

Żołnierze Armii Krajowej i Towarzysze Broni, to historyczny moment spotkania na ziemi niemieckiej dwóch Polskich Sił Zbrojnych. Dzień 18 kwietnia niech zostanie na zawsze w Waszej Pamięci jako ukoronowanie dążeń i trudów. Niech żyje Polska!

## Plany i przygotowania
Następnym zadaniem dywizji był atak na niemiecką bazę morską w Wilhelmshaven. 9 kwietnia Dywizja osiągnęła rejon ześrodkowania po 18 godzinnym marszu i przebyciu 250 kilometrów. Wzmocniona została batalionem spadochroniarzy belgijskich i miała działać na kierunku Emden. Bezpośrednio do ataku na Wilhelmshaven skierowano 4 Kanadyjską Dywizję Pancerną (prawy sąsiad Polaków). Siły atakujące składały się z trzech kolumn: 2 Kanadyjskiej Dywizji Piechoty (lewy sąsiad Polaków), 1 Polskiej Dywizji Pancernej i 4 Kanadyjskiej Dywizji Pancernej. Natarcie przebiegało w bardzo trudnym terenie Niziny Fryzyjskiej z licznymi depresjami, kanałami, rzekami i zalewami.
4 Kanadyjska Dywizja Pancerna i 2 Kanadyjska Dywizja Piechoty otwierały drogę do Groningen. Generał Maczek wysłał dwa oddziały wydzielone, które przejęły i zabezpieczyły zajęte przez Kanadyjczyków Goor i Coevorden. 14 kwietnia 1 Dywizja Pancerna zajęła pozycje po obu stronach granicy holendersko-niemieckiej. 10 Brygada Kawalerii Pancernej miała sforsować Kanał Nadbrzeżny, a 3 Brygada Strzelców nacierać po stronie holenderskiej z zadaniem zepchnięcia Niemców do morza za Winschoten. Po pięciu dniach walk 10 Brygada Kawalerii Pancernej stanowiąca prawe skrzydło z 1 Dywizją Pancerną, sforsowała kanał. W ciągu następnych dziesięciu dni 1 Dywizja Pancerna oczyszczała z nieprzyjaciela bagnisty i pocięty licznymi kanałami teren na południe od rzeki Ledy. W tym czasie zadanie dywizji zostało zmienione. Kierunek na Emden przekazano oddziałom kanadyjskim natomiast oddziały 1 Dywizji Pancernej otrzymały zadanie działania na kierunku Wilhelmshaven. 1 maja oba ugrupowania dywizji (10 Brygada Kawalerii Pancernej i 3 Brygada Strzelców), działające do maja dotychczas na oddzielnych kierunkach, połączyły się.

## Bitwa
4 maja czołowe oddziały dywizji podeszły pod zewnętrzne forty twierdzy Wilhelmshaven. Tego dnia usiłowały przełamać bez wsparcia artylerii zewnętrzny pierścień umocnień w rejonie na północny wschód od Halsbek – próba ta nie powiodła się. W tym czasie zgrupowanie 3 Brygady Strzelców otworzyło sobie drogę z Apen do Westerstede. O godzinie 22:15 dywizja otrzymała rozkaz wstrzymania natarcia i następnego dnia o godzinie 8:00 przerwania ognia, gdyż w pasie działania brytyjsko-kanadyjskiej 21 Grupy Armii wojska niemieckie skapitulowały.  
5 maja około godziny ósmej artyleria dywizyjna przerwała ogień. Niemcy wycofali się na linię Kanału Ems-Jade. 5 maja pułkownik dyplomowany Antoni Grudziński przyjął kapitulację dowództwa twierdzy, bazy Kriegsmarine, floty „Ostfriesland”, 10 Dywizji Piechoty i ośmiu pułków piechoty i artylerii. 6 maja oddziały 1 Dywizji Pancernej obsadziły rejon Wilhelmshaven, Jever, Neuenburg, Zetel i inne miejscowości, kończąc swój szlak bojowy. 1 Dywizja rozpoczęła okupowanie miasta i portu, zawieszając nad nim polskie flagi.

## Następstwa
Straty polskie w rejonie Wilhelmshaven: 37 oficerów, 567 podoficerów i żołnierzy. W porcie poddało się: dowództwo niemieckiej 10 Dywizji Piechoty, dowództwa ośmiu pułków piechoty i artylerii, 2 admirałów Weiher i Zieb, generał Gericke, 1900 oficerów, 32 tysiące podoficerów i szeregowców. Zdobyto niemiecki krążownik „Köln”, okręt dowodzenia „Nyassa”, 18 okrętów podwodnych, 205 mniejszych okrętów, 94 działa forteczne, 159 dział polowych, 560 ckm-ów, 370 lkm-ów, 40 tysięcy karabinów, 280 tysięcy pocisków artyleryjskich, 64 miliony sztuk amunicji do broni ręcznej, 23 tysiące granatów ręcznych, liczne składy min i torped oraz zmagazynowane zapasy żywności wystarczające dla 50 tysięcy żołnierzy na trzy miesiące.

## Pamięć
Walki o Wilhelmshaven zostały upamiętnione na jednej z tablic na Grobie Nieznanego Żołnierza w Warszawie napisem po 1990 „WILHELMSHAVEN 24 IV – 5 V 1945”.